# Associazione Calcio Marzotto 1959-1960
Questa pagina raccoglie le informazioni riguardanti l'Associazione Calcio Marzotto nelle competizioni ufficiali della stagione 1959-1960.

## Rosa
| N. |                   | Ruolo | Calciatore          |
| -- | ----------------- | ----- | ------------------- |
|    | Italia (bandiera) | C     | Ubaldo Bancaro      |
|    | Italia (bandiera) | A     | Livio Busato        |
|    | Italia (bandiera) | D     | Luciano Buzzacchera |
|    | Italia (bandiera) | D     | Francesco Carta     |
|    | Italia (bandiera) | C     | Mario Dal Molin     |
|    | Italia (bandiera) | D     | Aldo Danieli        |
|    | Italia (bandiera) | P     | Giorgio De Rossi    |
|    | Italia (bandiera) | C     | Alfredo Fin         |
|    | Italia (bandiera) | D     | Giuseppe Galvanin   |
|    | Italia (bandiera) | C     | Fulvio Mosca        |
|    | Italia (bandiera) | A     | Nicola Novali       |
|    | Italia (bandiera) | C     | Benito Novello      |

| N. |                   | Ruolo | Calciatore             |
| -- | ----------------- | ----- | ---------------------- |
|    | Italia (bandiera) | A     | Armando Pagura         |
|    | Italia (bandiera) | C     | Attilio Porra          |
|    | Italia (bandiera) | D     | Giovanni Rovatti       |
|    | Italia (bandiera) | A     | Angelo Ruffinoni       |
|    | Italia (bandiera) | C     | Giorgio Rumignani      |
|    | Italia (bandiera) | C     | Neri Sacchiero         |
|    | Italia (bandiera) | A     | Giampiero Schiavo      |
|    | Italia (bandiera) | P     | Gianbattista Servidati |
|    | Italia (bandiera) | C     | Marcello Svorenich     |
|    | Italia (bandiera) | A     | Vitaliano Temellin     |
|    | Italia (bandiera) | P     | Sergio Zenari          |

## Risultati

### Campionato

#### Girone di andata
| 15 ottobre 1959 1ª giornata | Simmenthal-Monza | 0 – 1 | Marzotto Valdagno |  |

| 1º novembre 2ª giornata | Marzotto Valdagno | 1 – 1 | Como |  |

| 4 ottobre 1959 3ª giornata | Brescia | 0 – 0 | Marzotto Valdagno |  |

| 11 ottobre 1959 4ª giornata | Marzotto Valdagno | 3 – 1 | Sambenedettese |  |

| 8 novembre 1953 5ª giornata | Reggiana | 1 – 0 | Marzotto Valdagno |  |

| 25 ottobre 1959 6ª giornata | Marzotto Valdagno | 3 – 0 | Taranto |  |

| 1º novembre 1959 7ª giornata | Marzotto Valdagno | 4 – 2 | Catanzaro |  |

| 15 novembre 1959 8ª giornata | Cagliari | 1 – 1 | Marzotto Valdagno |  |

| 8 ottobre 1967 9ª giornata | Marzotto Valdagno | 0 – 0 | Modena |  |

| 22 settembre 1946 10ª giornata | Novara | 1 – 2 | Marzotto Valdagno |  |

| 29 novembre 1959 11ª giornata | Marzotto Valdagno | 1 – 1 | Ozo Mantova |  |

| 13 dicembre 1959 12ª giornata | Marzotto Valdagno | 0 – 0 | Lecco |  |

| 15 settembre 1996 13ª giornata | Torino | 0 – 0 | Marzotto Valdagno |  |

| 8 dicembre 1949 14ª giornata | Verona | 4 – 0 | Marzotto Valdagno |  |

| 9 febbraio 1975 15ª giornata | Marzotto Valdagno | 2 – 1 | Parma |  |

| 10 gennaio 1960 16ª giornata | Marzotto Valdagno | 1 – 1 | Venezia |  |

| 16 novembre 1986 17ª giornata | Triestina | 1 – 1 | Marzotto Valdagno |  |

| 24 gennaio 1960 18ª giornata | Marzotto Valdagno | 3 – 1 | Catania |  |

| 31 gennaio 1960 19ª giornata | Messina | 1 – 0 | Marzotto Valdagno |  |

#### Girone di ritorno
| 8 febbraio 1960 20ª giornata | Marzotto Valdagno | 1 – 2 | Simmenthal-Monza |  |

| 15 febbraio 1960 21ª giornata | Como | 1 – 1 | Marzotto Valdagno |  |

| 21 febbraio 1960 22ª giornata | Marzotto Valdagno | 0 – 0 | Brescia |  |

| 28 febbraio 1960 23ª giornata | Sambenedettese | 1 – 3 | Marzotto Valdagno |  |

| 6 marzo 1960 24ª giornata | Marzotto Valdagno | 0 – 1 | Reggiana |  |

| 13 marzo 1960 25ª giornata | Taranto | 2 – 1 | Marzotto Valdagno |  |

| 20 marzo 1960 26ª giornata | Catanzaro | 0 – 0 | Marzotto Valdagno |  |

| 27 marzo 1960 27ª giornata | Marzotto Valdagno | 2 – 0 | Cagliari |  |

| 3 aprile 1960 28ª giornata | Modena | 0 – 1 | Marzotto Valdagno |  |

| 10 aprile 1960 29ª giornata | Marzotto Valdagno | 0 – 2 | Novara |  |

| 17 aprile 1960 30ª giornata | Ozo Mantova | 2 – 1 | Marzotto Valdagno |  |

| 24 aprile 1960 31ª giornata | Lecco | 1 – 0 | Marzotto Valdagno |  |

| 1º maggio 1960 32ª giornata | Marzotto Valdagno | 0 – 0 | Torino |  |

| 8 maggio 1960 33ª giornata | Marzotto Valdagno | 1 – 4 | Verona |  |

| 15 maggio 1960 34ª giornata | Parma | 3 – 1 | Marzotto Valdagno |  |

| 22 maggio 1960 35ª giornata | Venezia | 0 – 1 | Marzotto Valdagno |  |

| 26 maggio 1960 36ª giornata | Marzotto Valdagno | 1 – 0 | Triestina |  |

| 29 maggio 1960 37ª giornata | Catania | 2 – 0 | Marzotto Valdagno |  |

| 5 giugno 1960 38ª giornata | Marzotto Valdagno | 0 – 2 | Messina |  |